# 九如郷

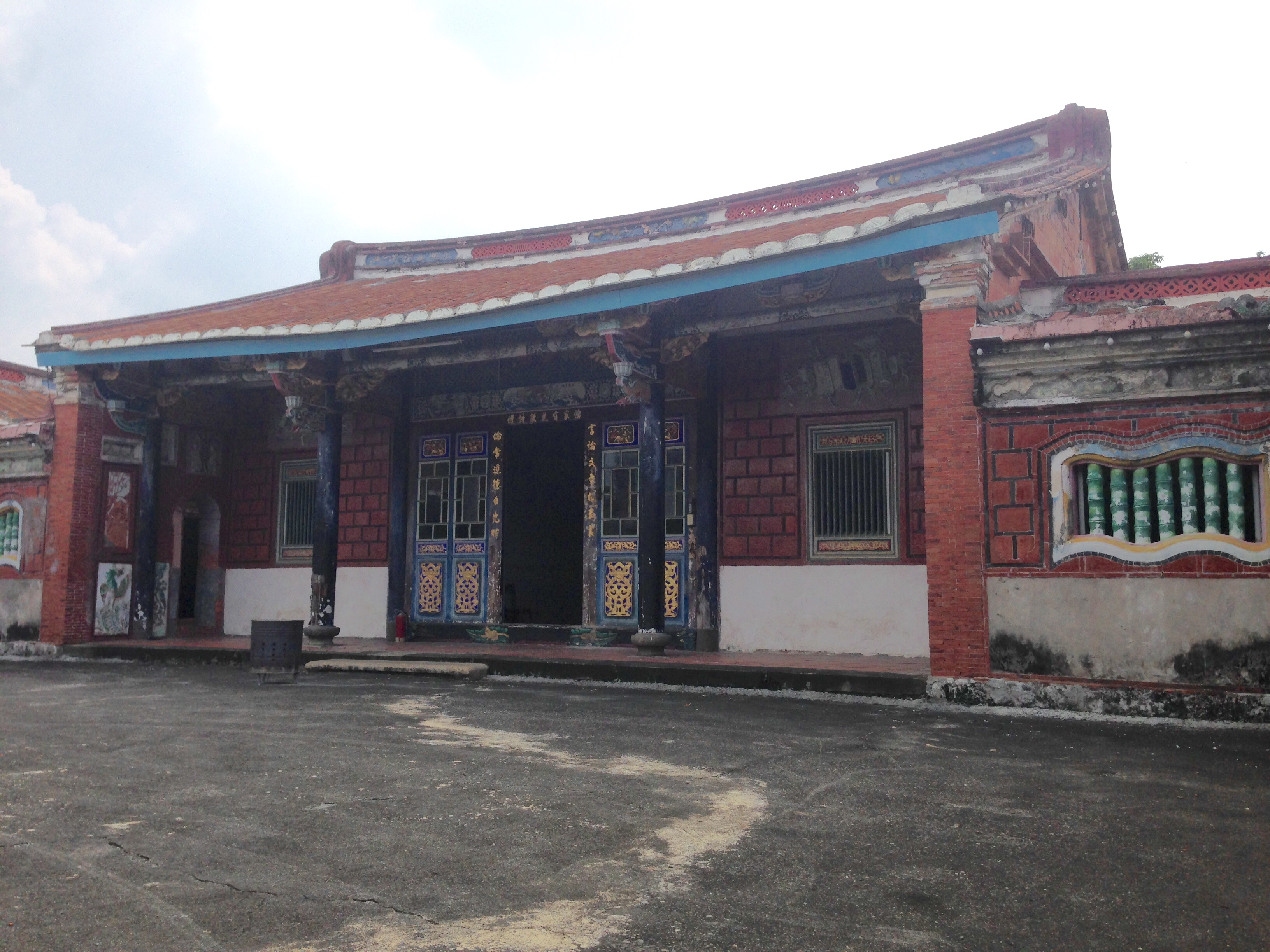
龔家古厝（武陵堂）

九如郷（ジウルー/きゅうじょ-きょう）は台湾屏東県の郷。

## 地理
九如郷は屏東県北西部に位置し、北は里港郷と、西は高雄市大樹区と、東は塩埔郷と、東南は長治郷と、南は屏東市とそれぞれ接している。屏東平原に位置するため地形は平坦であり、北東部から南西部に向かって緩やかな傾斜を形成している。高屏渓支流の武洛渓が郷内を貫き、熱帯モンスーン気候の高温多湿な気候が特徴である。

## 歴史
九如郷の旧名は「九塊厝」である。伝承では張、楊、黄、鄭姓の9戸がこの地に入植したことこから命名されたとされている。清代は鳳山県に属していたが、日本統治時代初期に阿猴庁管轄とされた。1920年の台湾地方改制の際、この地に「九塊庄」が設けられ、高雄州屏東郡の管轄とされた。戦後は高雄県九塊郷とされたが、1946年に屏東市に編入された際に「九如区」と改称された。1950年に新設された屏東県管轄下の九如郷と改編され現在に至っている。

## 行政区
| 村                                                                                     |
| -------------------------------------------------------------------------------------- |
| 九明村、九清村、九塊村、三塊村、大坵村、玉水村、玉泉村、東寧村、後庄村、洽興村、耆老村 |

## 歴代郷長
| 代 | 氏名 | 着任日 | 退任日 |
| -- | ---- | ------ | ------ |

## 教育

### 国民中学
- 屏東県立九如国民中学

### 国民小学
- 屏東県立九如国民小学
- 屏東県立恵農国民小学
- 屏東県県立三多国民小学
- 屏東県立後庄国民小学

## 交通
| 種別 | 路線名称                   | その他 |
| ---- | -------------------------- | ------ |
| 国道 | 国道3号 フォルモサ高速公路 | 九如IC |
| 省道 | 台3線                      |        |

## 観光
- 高屏渓斜張橋
- 陳家古厝
- 龔家古厝
- 九如三山国王廟（中国語版）
- 耆老社区排水溝